# 일서 헤일런
일서 헤일런(네덜란드어: Ilse Heylen, 1977년 3월 21일~)은 벨기에의 유도 선수이다. 올림픽에 3회 참가했고 2004년 하계 올림픽에서 여자 하프라이트급 동메달을 획득했다.